# 山块

乌克兰馬爾馬羅什山脈

山块（massif），又称地块，在地质学中指的是行星地壳中按斷層或挠曲划定的部分。在地壳运动中，山块在整体位移的同时往往会保留其内部结构。该术语也指由这种结构形成的山群。 
山块是地壳的一个结构单元，比构造板块要小，被认为是地貌的第四大驱动力。
山块的外文词“massif”来自法语，用于指构成山脉中一个独立部分的大型山体或是由相连山体组成的紧凑山群。世界上各个“massif”可能有着不仅限于“山块”和“地块”的其它译名，如法国的Massif Central译作“中央高原”，Massif armoricain译作“阿摩里卡丘陵”，Massif du Diois译作“迪瓦山”。 
“火星之脸”是外星山块的一个例子。
山块也可在水下形成，如亚特兰蒂斯山块。